# Cyrano (spettacolo teatrale)
Cyrano è una commedia teatrale scritta da Riccardo Pazzaglia e Domenico Modugno, ispirata al Cyrano de Bergerac di Edmond Rostand, andata in scena nelle stagioni 1978-1979 e 1979-1980.
Le musiche di Modugno sono arrangiate da Nello Ciangherotti, che dirige l'orchestra.
Il maestro d'armi è Enzo Musumeci Greco.

## La storia
La vicenda riprende quella dell'opera di Rostand: viene però introdotta dalla Canzone di Cyrano, interpretata dal solo Modugno, che al termine della canzone si mette il naso posticcio ed inizia a presentare il personaggio.
Cyrano è uno scontroso spadaccino dal lunghissimo naso, scrittore e poeta in bolletta, abile con la spada e con i giochi di parole, con i quali ama mettere in ridicolo i suoi nemici, sempre più numerosi grazie al suo carattere poco incline al compromesso e al suo disprezzo verso potenti e prepotenti.
Innamorato della bella Rossana, sua cugina, quando sta per rivelarsi scopre che lei è innamorata di Cristiano, un giovane cadetto, bello ma non molto intelligente; Cyrano decide allora di allearsi con lui per fargli conquistare proprio il cuore di Rossana, e si improvvisa così "suggeritore" per l'altrui passione, scrivendo lettere e poesie per conto del giovane, ma covando comunque dentro di sé l'amore per la cugina.
Cristiano riesce infine a conquistare la sua amata, ma l'unione tra i due giovani è osteggiata dal potente di turno, De Guiche, invaghitosi della bella. La guerra costituisce dunque una perfetta occasione per allontanare i due innamorati: Cristiano e Cyrano finiranno insieme al fronte, con la loro compagnia di cadetti, ma sfortunatamente Cristiano muore e Rossana decide di ritirarsi in convento.
Solo  dopo molti anni, poco prima di morire, Cyrano, seppur involontariamente, confesserà all'amata il suo sentimento, ma quando lei ricambierà sarà ormai troppo tardi.
Lo spettacolo si conclude con Modugno che si rialza e si toglie il naso posticcio, cantando la canzone finale.

## Il cast
- Domenico Modugno: Cyrano

Modugno con Alida Chelli durante lo spettacolo teatrale "Cyrano" (stagione 1979-1980)

- Catherine Spaak: Rossana (stagione 1978-1979)
- Alida Chelli: Rossana (stagione 1979-1980)
- Paolo Malco: Cristiano
- Renato Mori: De Guiche
- Marcello Mandò: Ragueneau
- Marco Bonetti: Valvert
- Gianfranco Bocca: Montfleury
- Carla Todero: Lisa
- Giorgio Del Bene: Ligniere
- Pietro Valsecchi: Brisaille
- Berto Gavioli: Le Bret
- Graziella Polesinanti: la preziosa
- Elio Marconato: uno spettatore
- Giorgio Biagini, Pino Di Bella, Paolo Di Bella, Roberto Mustafà, Orlando Biglieri, Domenico Albergo, Bartolomeo Di Corato, Igino Massei, Domenico Titubante, Filippo Scuderi, Marcello Stramacci, Mario D'Addezio: i cadetti
- Celia Southern, Isabella Paolucci, Nicole Potier, Tezzy Jemma, Maria Cristina Tamborra, Donatella Galioni, Simonetta Stinco: ballerine

## L'album
Nell'autunno del 1978 la Carosello ha pubblicato il 33 giri Cyrano con le musiche dello spettacolo (numero di catalogo CLN 25081).